# 哈娜
哈娜（1982年6月16日—），湖北武汉人，绘本漫画家，卡通形象小哈的创作人。

## 代表作品
- 《结婚大作战 - 小哈的婚礼绘本》- 2010年由万卷出版公司出版。ISBN 9787547007426
- 《孕妇我最大 - 小哈的准妈妈日记》- 预计西安交通大学出版社于2011年出版。
- 《一辈子的好朋友 - 流浪狗狗救助日记》 - 目前正在网络连载中。